# Östgötabrigaden
Östgötabrigaden (IB 34) var en infanteribrigad inom svenska armén som verkade åren 1949–1961. Förbandsledningen var förlagd i Linköpings garnison i Linköping.

## Historik
Genom försvarsbeslutet 1948 beslutades att arméns fältregementen skulle omorganiseras och från 1949 års krigsorganisation anta en brigadorganisation. Östgötabrigaden (IB 34) sattes upp åren 1949–1951 vid Livgrenadjärregementet (I 4) genom att fältregementet Östgöta infanteriregemente (I 34) omorganiserades till brigad. Genom försvarsbeslutet 1958 beslutades att Östgötabrigaden skulle upplösas och avvecklas. Från den 1 maj 1961 utgick brigadstaben ur krigsorganisationen, medan en skyttebataljon kvarstod fram till 1963.

## Verksamhet
Huvuddelen av brigaden grundutbildades vid Livgrenadjärregementet (I 4). Brigaden genomgick endast en förbandstyp, IB 49.
| - 34. brigadstaben - 34. pansarskyddskompani - 34. tungt granatkastarkompani - 134. tungt granatkastarkompani - 34. stormkanonkompani - 34. brigadluftvärnskompani - 34. brigadingenjörskompani - I. skyttebataljon - Bataljonsstab - 1. skyttekompani - 2. skyttekompani - 3. skyttekompani - 4. understödskompani - 5. trosskompani - II. skyttebataljon - Bataljonsstab - 6. skyttekompani - 7. skyttekompani - 8. skyttekompani - 9. understödskompani - 10. trosskompani | - III. skyttebataljon - Bataljonsstab - 11. skyttekompani - 12. skyttekompani - 13. skyttekompani - 14. understödskompani - 15. trosskompani - 34. brigadunderhållsgrupp - 34. brigadunderhållsgruppstab - 34. trosstab - 34. ammunitionspluton - 34. verkstadspluton - 34. intendenturpluton - 34. sjukbärarpluton - 34. sjukvårdspluton - 34. hästsjukvårdspluton - 34. brigadingenjörsmaterielpluton |

## Förbandschefer
- 1949–1961: ???

## Namn, beteckning och förläggningsort
| Östgötabrigaden | 1949-10-01 | – | 1961-04-30 |

| IB 34 | 1949-10-01 | – | 1961-04-30 |

| Linköpings garnison (F) | 1949-10-01 | – | 1961-04-30 |